# Colibrí diamant dels tepuis
El colibrí diamant dels tepuis  (Heliodoxa xanthogonys) és una espècie d'ocell de la família dels troquílids (Trochilidae) que habita els boscos del sud de Veneçuela i l'adjacent nord del Brasil.